# Buskerud
 je nekdanja norveška administrativna regija, ki je mejila na Akershus, Oslo, Oppland, Sogn og Fjordane, Hordaland, Telemark in Vestfold. Regija se razteza od Oslofjorda in Drammensfjordna na jugovzhodu do planote Hardangervidda na severozahodu. Okrajna uprava je bila v sodobnem času v Drammnu. Buskerud je bil 1. januarja 2020 združen z Akershusom in Østfoldom v novoustanovljeno okrožje Viken. Svet okrožja Viken je 23. februarja 2022 z 49 glasovi proti 38 izglasoval odločitev o predložitvi vloge norveški vladi za ponovno razdelitev okrožja.

## Geografija
Buskerud se je raztezala od naselja Hurum v Oslofjordu do gorovja Halling in Hardangerja. Administrativna regija je konvencionalno razdeljena v tradicionalna okrožja. To so: Eiker, Ringerike, Numedal in Hallingdal. Hønefoss je glavno mesto okrožja Ringerike. Zahodni del Buskeruda je gorata planota z gozdnatimi dolinami in visokogorskimi travnatimi pašniki; vzhodni del obsega nižinsko kotlino s številnimi jezeri in vodotoki. največji jezeri sta Tyrifjorden in Krøderen. Numedalslågen, tretja najdaljša reka na Norveškem, izvira v Hordalandu, teče skozi Buskerud do Vestfolda, kjer se izliva v morje; reka Begna pa se izliva v jezero Sperillen.

## Občine
Administrativna regija Buskerud ima skupno 21 občin:
| 1. Ål 2. Drammen 3. Flesberg 4. Flå 5. Gol 6. Hemsedal 7. Hol 8. Hole 9. Hurum 10. Kongsberg 11. Krødsherad | 1. Lier 2. Modum 3. Nedre Eiker 4. Nes 5. Nore og Uvdal 6. Øvre Eiker 7. Ringerike 8. Rollag 9. Røyken 10. Sigdal |